# SpongeBob SquarePants: Operation Krabby Patty
SpongeBob SquarePants: Operation Krabby Patty é um jogo eletrônico de jogo eletrônico de ação baseado na série animada de mesmo nome, desenvolvido pela AWE Games e publicado pela THQ. O título foi lançado para Microsoft Windows em 24 de setembro de 2011, na América do Norte.

## Enredo
O jogo apresenta duas histórias separadas, dependendo de qual lado da cama o jogador escolhe para acordar.[carece de fontes?] Ele também apresenta cinco minijogos.

## Recepção
Segundo a companhia de pesquisa de mercado The NPD Group, SpongeBob SquarePants: Operation Krabby Patty foi o vigésimo jogos de computador mais vendido de 2002. Somente nos Estados Unidos, vendeu 490 mil unidades e faturou por volta de 10,9 milhões de dólares em agosto de 2006. Na época, a revista Edge o declarou como vigésimo nono jogo de computador mais vendido no país, atribuindo o título de best-seller. Um contribuinte da revista, no entanto, observou que Operation Krabby Patty "não é o melhor jogo de todos os tempos e, na maioria das vezes, nem é o melhor jogos baseado no personagem", mas que o número de vendas refletiu na licença do mesmo.